# To ja
To ja – druga płyta zespołu Raz, Dwa, Trzy zarejestrowana w roku 1992 i wydana rok później.

## Historia powstania
Płytę To ja rejestrowano w dniach 1 maja–15 lipca 1992 w Studio Arlekin w Zielonej Górze pod okiem Marka Nowaka. Sesja nagraniowa odbyła się dzięki dofinansowaniu władz Zielonej Góry.
W nagraniach udział wzięli m.in. współpracownicy Adama Nowaka z kabaretu Potem, Mirosław Gancarz i Dariusz Kamys.
Po rejestracji płyty na koncercie WOŚP w Teatrze Ziemi Lubuskiej doszło do spotkania Raz, Dwa, Trzy z zespołem Voo Voo, po czym nawiązana została współpraca z Wojciechem Waglewskim. Jednym z pierwszych jej przejawów były jego komentarze zamieszczone na okładce kasety i płyty CD To ja, np.:

O ile mi wiadomo, zespół „raz, dwa, trzy” wywodzi się z nurtu tzw. piosenki studenckiej, a więc twórczości budzącej we mnie „uczucia ambiwalentne”. Trafia ona bowiem zawsze do serca tylko najczęściej zupełnie niepotrzebnie przez uszy. Muzyka RAZ DWA TRZY podarowana „uśmiechniętej, rozumnej ludzkości” na całe szczęście stanowi wartość samą w sobie, wymykającą się, lub raczej uciekającą w popłochu przed kanonem „studenckiego” śpiewania. (...)

## Lista utworów
| 1.  | Śpiewa Wiesław                                  | 3:10  |
|     |                                                 |       |
| 2.  | Kardynalny błąd                                 | 3:08  |
|     |                                                 |       |
| 3.  | Kto odchodzi w białe noce                       | 3:16  |
|     |                                                 |       |
| 4.  | Nieudacznik on                                  | 3:55  |
|     |                                                 |       |
| 5.  | To ja                                           | 4:21  |
|     |                                                 |       |
| 6.  | Nie pal                                         | 1:55  |
|     |                                                 |       |
| 7.  | Uśmiechniętej ludzkości                         | 2:49  |
|     |                                                 |       |
| 8.  | Siedzą przy stole                               | 2:36  |
|     |                                                 |       |
| 9.  | Gdybym miał złoto                               | 3:08  |
|     |                                                 |       |
| 10. | Policjanci w Sztokholmie gonią się po sexshopie | 2:54  |
|     |                                                 |       |
| 11. | Pieśń egzystencji                               | 3:47  |
|     |                                                 |       |
| 12. | Proszę mych słów                                | 4:42  |
|     |                                                 |       |
|     |                                                 | 39:41 |
|     |                                                 |       |

### Dodatkowe utwory na CD
| 13. | Talerzyk ('92)                                    | 3:23  |
|     |                                                   |       |
| 14. | Sopot 5 rano ('92)                                | 3:20  |
|     |                                                   |       |
| 15. | Ona idzie                                         | 2:50  |
|     |                                                   |       |
| 16. | W każdym razie, w każdej chwili, w każdej knajpie | 2:33  |
|     |                                                   |       |
| 17. | Wchodzi                                           | 2:48  |
|     |                                                   |       |
| 18. | Policjanci w Warszawie... mhm                     | 1:38  |
|     |                                                   |       |
|     |                                                   | 16:32 |
|     |                                                   |       |

## Twórcy

### Zespół Raz, Dwa, Trzy
- Grzegorz Szwałek – klarnet, saksofony, wokal
- Mirek Kowalik – bas, kontrabas, puzon, wokal
- Jacek Olejarz – instrumenty perkusyjne
- Adam Nowak – gitara klasyczna, śpiew, muzyka, teksty, aranżacje zespołowe

### Inni muzycy
- Marek Nowak – Ensonic, Korg
- Zbigniew Adamczak – skrzypce
- Marek Behyne – puzon
- Jurek Szymaniuk – Ensonic, Korg
- Darek Kamys – harmonijka ustna
- Pewien Sympatyczny Muzyk Ireneusz Sawicki – sax sopran
- Mirosław Gancarz – Wiesław